# سمر نجدي
السمر النجدي أو السنط العراقي أو السنط الورقي أو الشوكة الحمراء (الاسم العلمي: Acacia gerrardii) هي شجرة تنتمي للفصيلة البقولية من جنس الطلح، وصفها جورج بنتام. وتتحمل الشجرة البيئات الجافة، وتستوطن في المناطق الاستوائية وشبه الاستوائية وتتحمل الصقيع إلى 10 درجات مئوية تحت الصفر، وتنمو في المنخفضات والأودية ومجاري المياه. وللشجرة سيقان ذات أشواك، ولحاء متشقق ذو لون داكن، وثمارها مستقيمة وطويلة، وقمتها منحنية، وللأشجار قمة مستوية وساق مفردة متجعدة حمراء اللون، والأفرع حديثة النمو مغطاة بشعيرات كثيفة ذات لون رمادي، وهي عديدة الأشواك في أزواج بيضاء اللون، وليس للجذع الأساسي للشجرة أي أشواك. وأزهارها تظهر في فصل الشتاء في نورات مستديرة ذات لون أبيض إلى أصفر، ولها رائحة جميلة، تزهر في شهر أكتوبر إلى فبراير.